# Гулямов, Исфандиер Хасанович
Исфандиер Хасанович Гулямов (тадж. Ғуломов Исфандиёр Ҳасанович; род. 15 февраля 1947 года, Таджикский ССР) — таджикский актёр театра и кино. Заслуженный артист Республики Таджикистан (2018).

## Биография
Родился 15 февраля 1947 года. Окончил таджикскую студию (художественные руководители заслуженные деятели искусств Таджикистана, профессора Б. В. Бибиков и О. И. Пыжова) Государственного института театрального искусства им. А. В. Луначарского (Москва, 1971). В. В 1971—1989 гг. — актер Государственного Молодежного театра им. М. Вахидова, в 1989—1995 гг. — актер Душанбинского Театра кукол, в 1995—1996 гг. — актер Ленинабадского театра драмы и музыкальной комедии им. К.Худжанди, в 2006—2007 гг. — актер Молодежного театра им. М. Вахидова, с 2007 года — актер Государственного Академического театра драмы им. А.Лахути.

## Творчество
Более 80 роле в театре и 50 ролей в кино.

### Роли в театре
Федор Иванович («Капля в море» М. Холова), Шах («Гадальщик Афанди» А. Бахори), Ванеев («Протест семнадцати» Ю. Лиманова), Собир («Умед» Ш. Солехова), Муллокарим («Сорняки» С. Сафарова), Коко («Заблудший» М. Хаёлова)

### Фильмография
- 1970 — Легенда тюрьмы Павиак — Мансур
- 1975 — Восход над Гангом — гончар
- 1978 — Весенняя мелодия
- 1981 — Мир вашему дому (мини-сериал) —Али
- 1981 — Бросок — Гург, начальник экспедиции
- 1984 — Государственная граница. Красный песок — дервиш
- 1985 — Говорящий родник
- 1986 — Хромой дервиш
- 1989 — Невероятный случай
- 1988 — Смерч
- 1990 — Луковое поле
- 1991 — Воин
- 1991 — Расстанемся, пока хорошие — Арсентий, грек
- 2022 — Фортуна